# آلونک (فیلم)
آلونک فیلمی به کارگردانی و نویسندگی ماردوک الخاص محصول سال ۱۳۴۷ است.

## بازیگران
- جلال مقامی
- آرزو
- آلبرت ماکار
- منیره نجاتی
- مهین دیهیم
- داریوش طلایی
- یوبرت تخش
- حامد تحصنی
- محمد پاکستانی
- بهنام ودادی